# Ligne de Strasbourg-Ville à Saint-Dié
La ligne de Strasbourg-Ville à Saint-Dié est une ligne de chemin de fer française du Bas-Rhin et des Vosges. Ligne « transvosgienne », elle relie les gares de Strasbourg-Ville et Saint-Dié-des-Vosges via Molsheim et la vallée de la Bruche.
Elle constitue la ligne n°110 000 du réseau ferré national.
Les raccordements de Strasbourg à Koenigshoffen-Nord et de Strasbourg à Koenigshoffen-Sud constituent les lignes n°110 306 et 110 311 du réseau ferré national.
Dans l'ancienne nomenclature de la région Est de la SNCF, elle était numérotée « ligne 18 » et désignée en tant que section de la « Ligne Épinal – Strasbourg ».

## Histoire

### Chronologie
- 29 septembre 1864 : ouverture de la section Strasbourg – Molsheim par la Compagnie des chemins de fer de l'Est (Est)[3],[4] ;
- 15 décembre 1864 : ouverture de la section Molsheim – Mutzig, par la Compagnie de l'Est[5],
- 15 octobre 1877 : ouverture de la section Mutzig – Rothau, par la Direction générale impériale des chemins de fer d'Alsace-Lorraine, en allemand : Kaiserliche Generaldirektion der Eisenbahnen in Elsaß-Lothringen (EL)[6] ;
- 1er octobre 1890 : ouverture de la section Rothau – Saales, par l'EL ;
- 20 août 1923 : ouverture de la section Saint-Dié – Provenchères-sur-Fave par la Compagnie des chemins de fer de l'Est ;
- 21 octobre 1928 : ouverture de la section Provenchères-sur-Fave – Saales, par l'Administration des chemins de fer d'Alsace et de Lorraine (AL) qui reprend l'exploitation de la section Provenchères – Saint-Dié.

### Création de la ligne

#### De Strasbourg à Molsheim et Mutzig

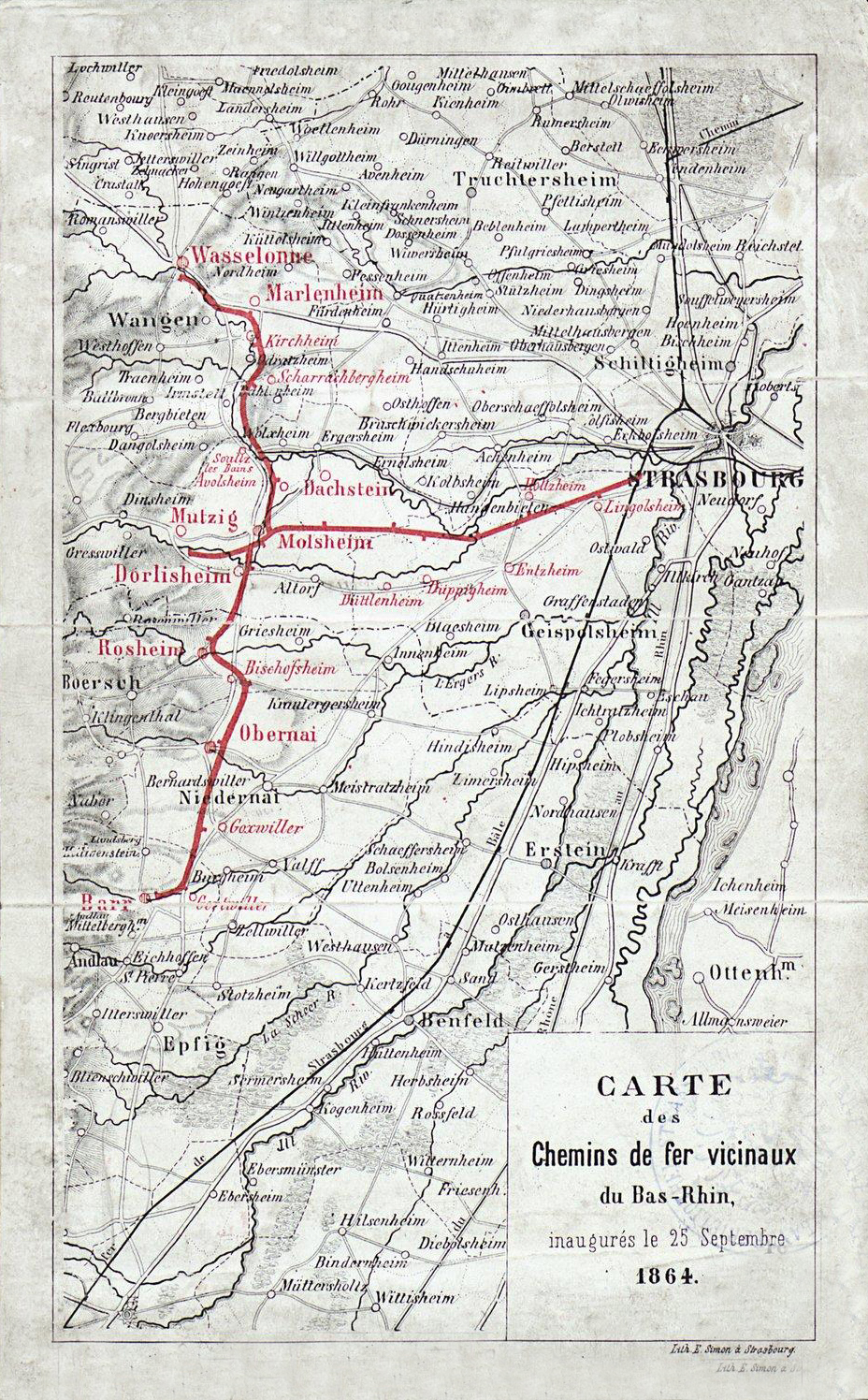
Chemins de fer vicinaux du Bas-Rhin inaugurés le 25 septembre 1864.

Au début des années 1850, le Bas-Rhin est un département riche, peuplé et avec bon réseau de voies de communication routières et fluviales, mais il ne dispose que de deux lignes principales de chemin de fer, de Paris à Strasbourg et de Bâle à Strasbourg et à Wissembourg qui desservent le chef-lieu du département et les trois chefs-lieux d'arrondissement, tout en laissant de côté nombre de chefs-lieux de canton et des communes avec d'importantes activités industrielles. Des projets n'avaient pas abouti car les grandes compagnies doutaient de leurs rentabilités dans les conditions habituelles des concessions. Pour résoudre ce problème les autorités du conseil général et de communes en confient l'étude à Migneret, préfet du département. Celui-ci, avec l'aide de Coumes l'ingénieur en chef des ponts et chaussées et directeur des chemins vicinaux du département, développe l'idée d'un réseau de « chemins de fer d'intérêt économique » qu'il appel « chemins de fer vicinaux » exécuté et financé par le département et les communes suivant les règles des travaux de la vicinalité, car le classement de ces chemins de fer en « chemins vicinaux de grandes communication » ne semble pas contraire à la législation en vigueur : loi du 21 mai 1836.
Le projet présenté au conseil général en 1858 concerne la desserte de l'ensemble des chefs-lieux de canton par des lignes à voie unique reliées aux grandes lignes existantes. Il est précisé qu'elles sont exécutées pour être livrées à la Compagnie de l'Est, ou par défaut à l'industrie locale, qui n'aura plus qu'à poser les rails et exploiter. Les membres du conseil sont conquis et ils votent un impôt extraordinaire pendant dix ans pour renforcer les ressources communales. L'étude approfondie du projet retient trois chemins de fer présentant les meilleures conditions de réussite. Le chemin de fer vicinal n°1 bis, de « Strasbourg à Barr, Wasselonne et Mutzig », inclut la section de Strasbourg à Mutzig de la ligne actuelle no 110000, avec les stations intermédiaire de Lingolsheim, Holtzheim, Entzheim - Hangenbieten, Duppigheim - Ernolsheim, Dachstein - Altorf, et Molsheim.
Le projet, approuvé par la loi du 1er août 1860 aboutit à la signature, le 1er mai 1863, d'une convention entre le ministre des Travaux publics et la Compagnie des chemins de fer de l'Est pour la concession du chemin de fer de Strasbourg à Barr, à Mutzig et à Wasselonne. Cette convention est approuvée par décret impérial le 11 juin 1863. Il est prévu que le département et les communes prennent en charge : l'achat des surfaces de terrain nécessaires et les travaux nécessaires à l'établissement de la voie, y compris les ouvrages d'art, les coûts sont pris en charge à hauteur de 40 % par le département et à 60 %, dont une moitié en prestations, par les communes. Le département complète son apport avec la fourniture du ballast et des traverses ainsi que la pose d'un télégraphe électrique. La Compagnie pose la voie, fournit tout ce qui est nécessaire à l'exploitation (matériel roulant, ateliers, etc.) et a l'entretien de l'infrastructure. La construction des bâtiments des stations intermédiaires est pris en charge par la compagnie contre une allocation.
Après l'inauguration de la ligne entière le 25 septembre, la Compagnie des chemins de fer de l'Est met en service la section de Strasbourg à Barr, qui comprend le tronçon de Strasbourg à Molsheim, le 29 septembre et y fait circuler quotidiennement trois omnibus. Ils sont en correspondances avec les trois trains mixtes qui parcourent l'embranchement de Molsheim à Mutzig à partir de son ouverture le 15 décembre de la même année.

#### De Mutzig à Rothau
Deux décrets du 27 avril 1870 déclarent d'utilité publique la réalisation d'une ligne de Mutzig à Schirmeck constituée de deux sections de lignes d'intérêt local,. La première de Mutzig à Wisches, et la seconde de Wisches à Schirmeck. Mais le chantier n'est pas entrepris par la France du fait de sa défaite lors de la guerre franco-allemande de 1870 et des conséquences du traité de Francfort du 10 mai 1871 où la France cède une partie de son territoire à l'Allemagne, compris le tracé de la ligne, qui devient l'Alsace-Lorraine.
L'Empire allemand et son administration ferroviaire, la Direction générale impériale des chemins de fer d'Alsace-Lorraine, finissent par entendre à « contre-cœur » l'insistance des élus locaux et réalisent la ligne jusqu'à Rothau. Elle ouvre à l'exploitation le 15 octobre 1877.

#### De Rothau à Saales
En 1890, la première ligne de Rothau à Saales est mise en service sous forme de tramway à voie unique et écartement standard. Elle a été reconstruite dans les années 1920 dans le cadre des raccordements entre les réseaux alsaciens et français. Cette reconstruction a entraîné une baisse de la pente maximale de 25‰ à 16‰ et une hausse du rayon minimal des courbes de 150 à 300m. Le tracé a également été modifié à la hauteur de Fouday : alors la ligne de tramway passait uniquement sur la rive gauche, la ligne actuelle traverse la Bruche en deux points. Le seul témoin de l'ancien tracé est l'auberge située rive gauche, anciennement nommé « Zum Bahnhof ».

#### De Saales à Provenchères-sur-Fave et Saint-Dié
La section « de Saint-Dié à Saales » est déclarée d'utilité publique par une loi le 28 mars 1920. Cette loi prévoyait la construction d'une ligne à voie unique, avec toutefois l'acquisition des terrains pour deux voies. La Compagnie des chemins de fer de l'Est est chargée de la construction de la ligne entière et de l'exploitation de la section Saint-Dié – Provenchères-sur-Fave, l'Administration des chemins de fer d'Alsace et de Lorraine de l'exploitation de la section Provenchères-sur-Fave – Strasbourg. La section de Saint-Dié-des-Vosges à Provenchères-sur-Fave (à double voie) est ouverte le 20 août 1923.
Le tronçon Provenchères-sur-Fave – Strasbourg (à double voie) est mis en service le 19 octobre 1928. L'exploitation de l’entièreté du tronçon Saint-Dié-des-Vosges – Strasbourg est alors confiée à l'Administration des chemins de fer d'Alsace et de Lorraine.

### Évolution de la ligne

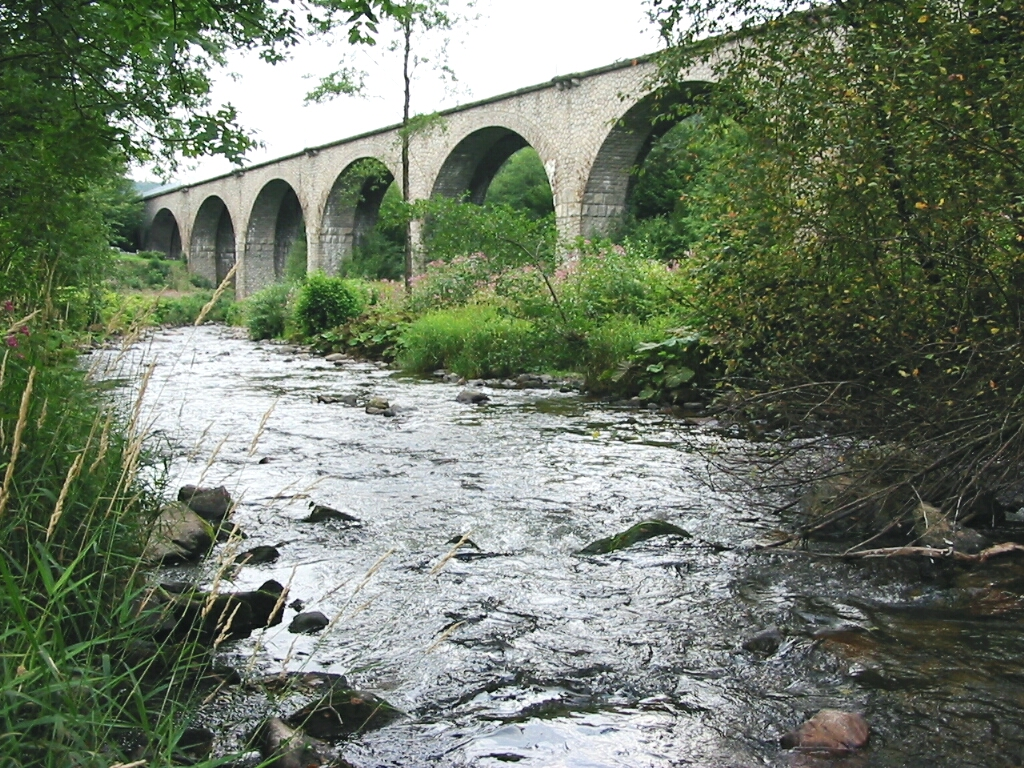
Franchissement de la Bruche à Fouday.

La voie ferrée franchit le fond de vallée où divague la rivière Bruche sur un viaduc aux doubles arches elliptiques en béton hautes de 17 m, paré de granit blanc vosgien de forme alvéolaire irrégulière. Cet ouvrage à la sinuosité élégante, dont la longueur totale dépasse 200 m, marque le paysage en aval de Fouday. Endommagé en 1940, lorsque l'armée française reculait, il avait été remis en état par une entreprise allemande, qui utilisa le même granit blanc pour masquer le béton.
En 1974, la section de Saint-Dié à Rothau est remise à voie unique.
Le raccordement de Saint-Dié est déclassé le 9 décembre 1992. Ce raccordement stratégique permettait d'éviter le rebroussement pour continuer sur Épinal. En 1997, la ligne est intégrée au réseau TER Alsace. 
Les aménagements effectués à la fin des années 1920 afin de permettre à des rames plus lourdes de remonter la vallée, la voie, initialement double, maintenant unique en ce parcours amont de Rothau, suit partiellement un nouveau tracé. Il passe sur la rive droite de la Bruche au niveau de Fouday et du lieu-dit Devant-Fouday (sur le territoire de Plaine).
En 2006, adaptation de l’offre entre Strasbourg et la Vallée de la Bruche à la suite de la réouverture de l’évitement ferroviaire en gare de Saint-Blaise-Roche-Poutay. Le 14 décembre 2008, inauguration de la nouvelle gare d'Entzheim-Aéroport par les élus de la région Alsace. En corollaire avec l'ouverture de la nouvelle gare, construite directement en face de l'aéroport international de Strasbourg, le cadencement des trains TER Alsace reliant Strasbourg à Molsheim (et, au-delà, vers Saint-Dié-des-Vosges et Sélestat) a été accéléré pour atteindre le quart d'heure. Cette redéfinition de l'offre, qui concerne la ligne vers Molsheim puis celles de la Bruche et du Piémont des Vosges, se traduisit aussi principalement par un renforcement des circulations : 40 trains supplémentaires chaque jour avec notamment un train toutes les demi-heures depuis et vers le Piémont des Vosges (Strasbourg - Molsheim - Barr) et un cadencement tout au long de la journée (en tenant compte des impératifs liés à l'exploitation du réseau).
En décembre 2016, en raison de la vétusté des voies du tronçon Saales – Saint-Dié, la SNCF décide de réduire la vitesse à 40 km/h et de remplacer partiellement les trains TER vers Saint-Dié par des autocars depuis Saales. L'entreprise devrait réaliser des travaux de modernisation courant 2018 afin de rétablir la vitesse à 90 km/h,.
Il ne reste alors qu'un seul aller-retour en train direct de Strasbourg à Saint-Dié en semaine, le trajet durant environ deux heures, contre 1 h 35 dix ans auparavant. Cette décision devrait-être provisoire, en attendant les lourds travaux qui doivent-être lancés par la SNCF. Le week-end, aucune modification n'est engagée, la totalité du parcours se fait en train.
Une première phase de travaux se déroule entre le 14 mai et le 31 août 2018. Celle-ci comporte la consolidation des voûtes du tunnel de Colroy-la-Grande et le relevage de la voie par renouvellement des traverses et du ballast. Le pont-rail franchissant la Magel près de Heiligenstein est également repris. La SNCF souhaite ainsi ramener la vitesse des trains à 90 km/h et rétablir cinq dessertes quotidiennes sur l'ensemble de la ligne. La modernisation totale de la ligne ne sera cependant achevée qu'en 2020 après le renouvellement des rails entre Rothau et Saales. La section est rouverte à la circulation ferroviaire le 1er septembre 2018. Les travaux ont couté 13 millions d'euros et 9 000 traverses ont été changées. En revanche, les arrêts de Saulxures, Colroy - Lubine, Lesseux - Frappelle et Raves - Ban-de-Laveline sont supprimés.
La section entre Molsheim et Saint-Dié-des-Vosges fait partie des lignes classées UIC 7 à 9. Selon Reporterre, ces dernières sont menacées de fermeture.

### Projet de tram-train
Il était prévu que la section de Strasbourg-Ville à Gresswiller soit intégrée dans le projet de tram-train du piémont des Vosges. La première phase de ce projet s'est concrétisée durant l'année 2009 par la mise en place d'un quasi-cadencement de la desserte à la demi-heure jusqu'à Obernai (sur la ligne de Sélestat à Molsheim) et à l'heure après. La seconde phase consistait à électrifier la ligne. Le projet est abandonné en 2013 en raison du coût, jugé trop important, de la création d'un tunnel sous la gare de Strasbourg.

## Caractéristiques

### Tracé
De son origine, en gare de Strasbourg-Ville, jusqu'aux environs du quartier de la Montagne Verte, elle partage la même plate-forme que la ligne de Strasbourg à Bâle.
À Molsheim, elle croise la ligne de Sélestat à Saverne (déclassée et déposée entre Molsheim et Saverne).
Un saut-de-mouton se trouve entre Molsheim et Mutzig.
La ligne est à double voie jusqu'à Rothau.

### Vitesses limites
|                                             | Autorail Grande Capacité |
| Section de Strasbourg à Molsheim            | 120 km/h                 |
| Section de Molsheim à Schirmeck - La Broque | 90 km/h                  |
| Section de Schirmeck - La Broque à Saales   | 80 km/h                  |
| Section de Saales à Saint-Dié               | 90 km/h                  |

### Les terminus réguliers

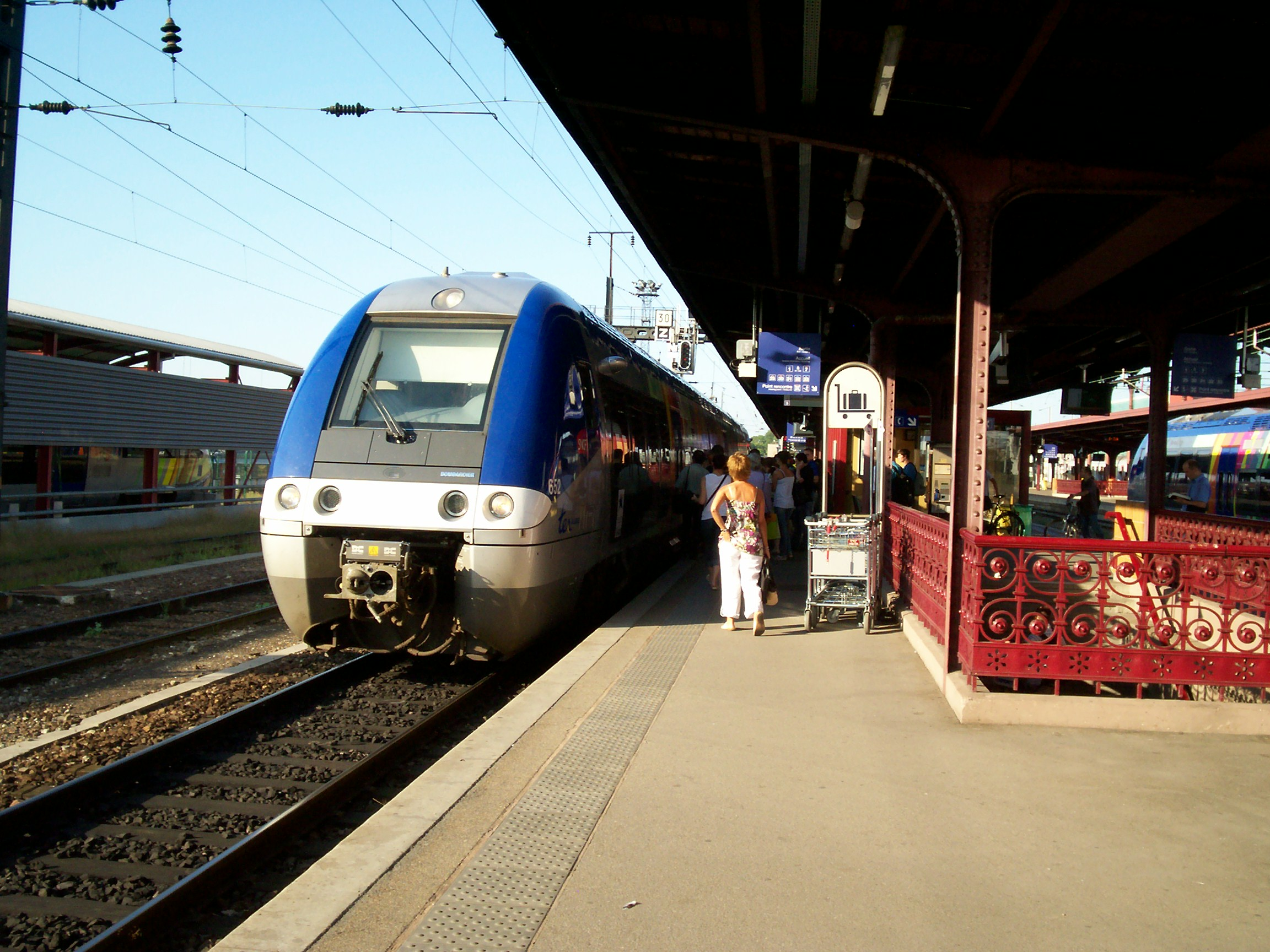
À Strasbourg.

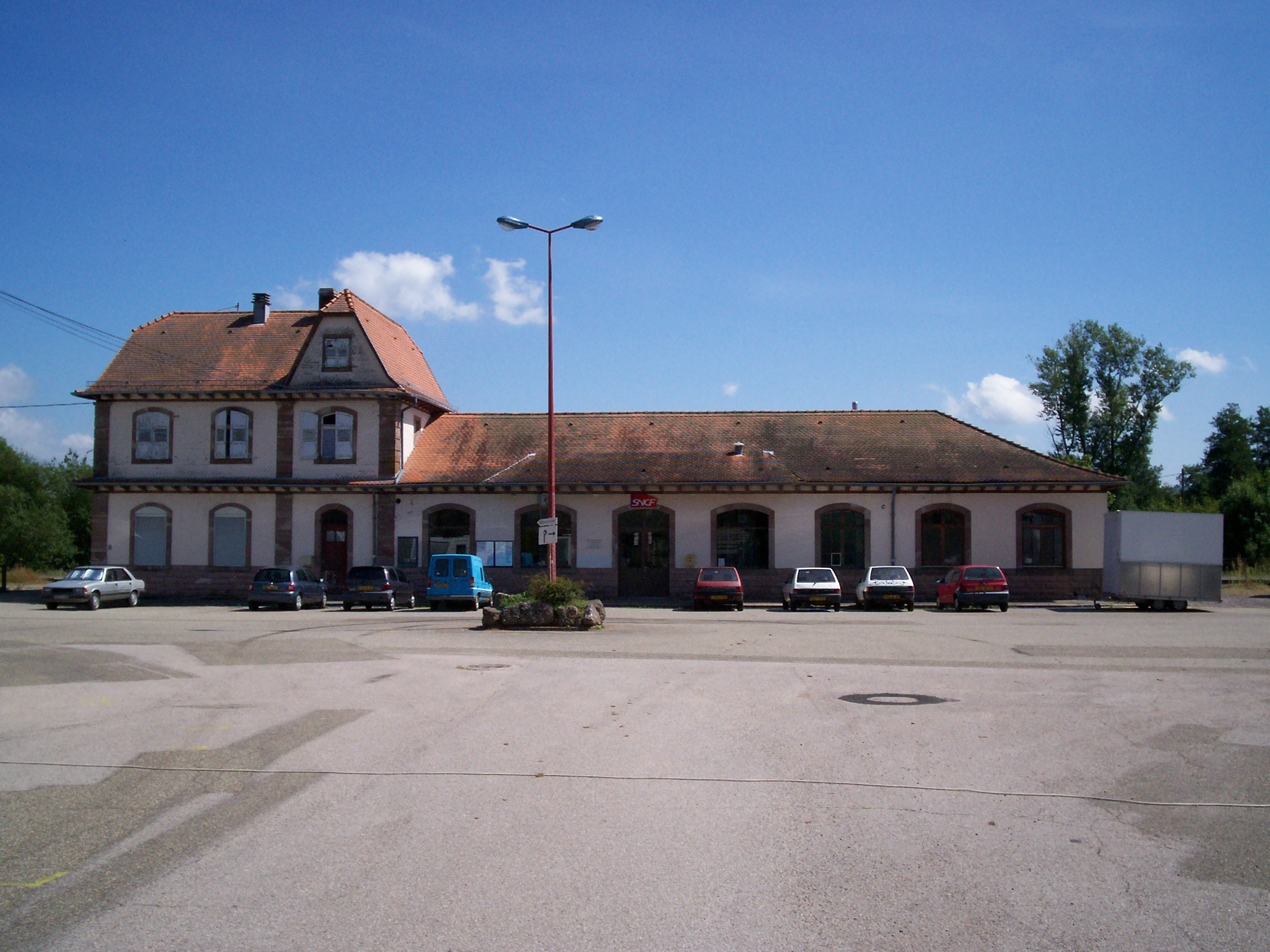
Gare de Saales.

La ligne compte six terminus réguliers :
- Strasbourg-Ville ; cette gare constitue le terminus est de la ligne qui utilise le plus souvent les voies 8 et 9 ; tous les trains de toutes les lignes du secteur la desservent dont les TGV, les trains grandes lignes et les trains express régionaux ;
- Molsheim ; cette gare est le terminus des liaisons omnibus entre Strasbourg et Molsheim.
- Rothau ; cette gare est constituée de trois voies dont une consacrée aux retournements d'une partie des dessertes TER. Au-delà, jusqu'à Saint-Dié, la ligne est à voie unique sauf au niveau de la gare de Saales et de Saint Blaise la Roche-Poutay.
- Saales ; cette gare est composée de deux voies à quai permettant le croisement ou le rebroussement des trains. En effet, la quasi-totalité des trains prolongés depuis Rothau y sont terminus ;
- Saint-Dié-des-Vosges ; gare composée de 3 voies à quai, qui sont aussi utilisées pour les trains de la relation Saint-Dié/Nancy, et les liaisons TGV avec Paris-Est.
- Épinal ; depuis la réouverture de la ligne entre Épinal et Saint-Dié, la plupart des trains desservant Saint-dié ont pour terminus Épinal.

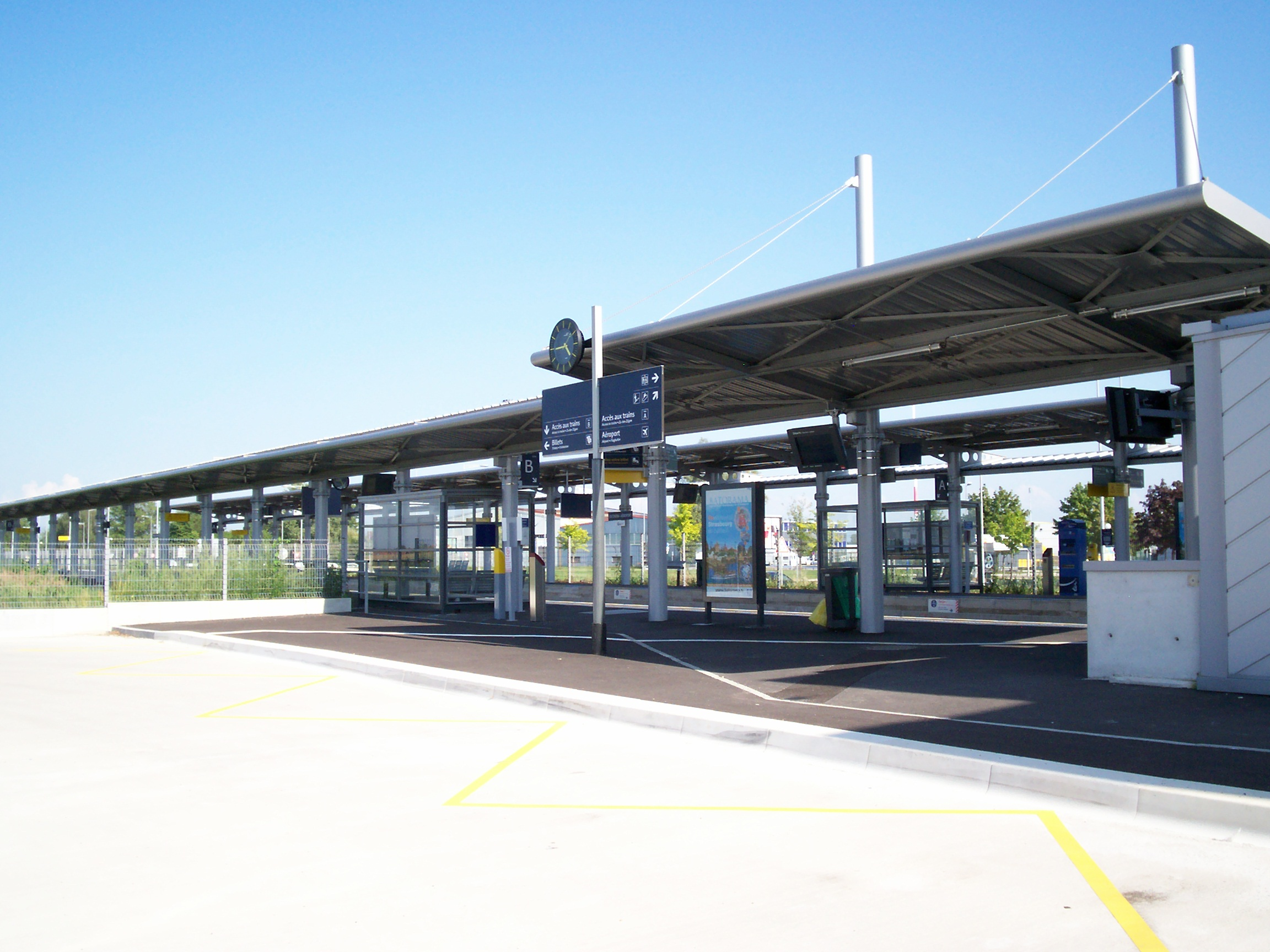
Gare d'Entzheim-Aéroport.

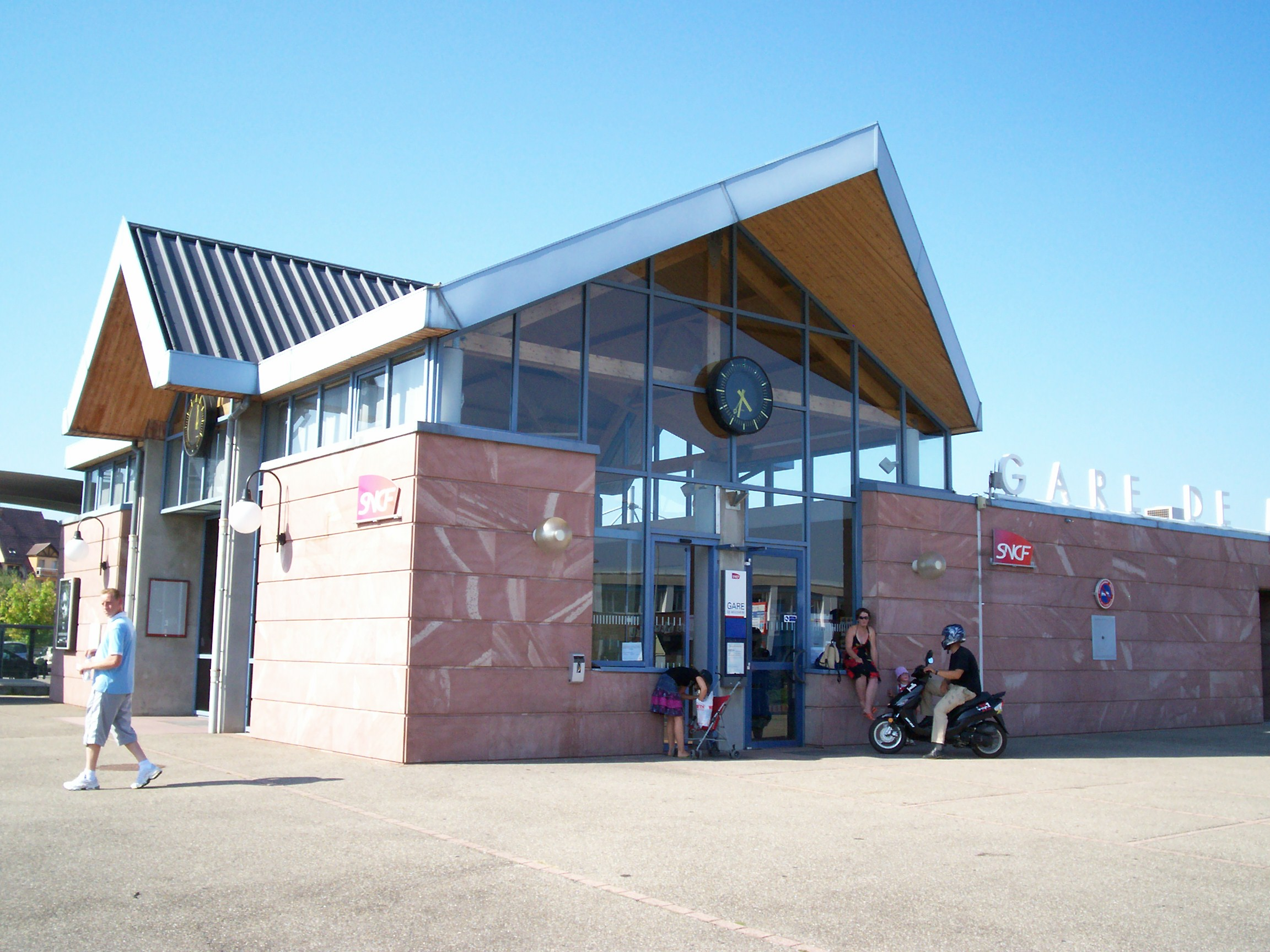
Gare de Molsheim.

### Plan de transport de la ligne

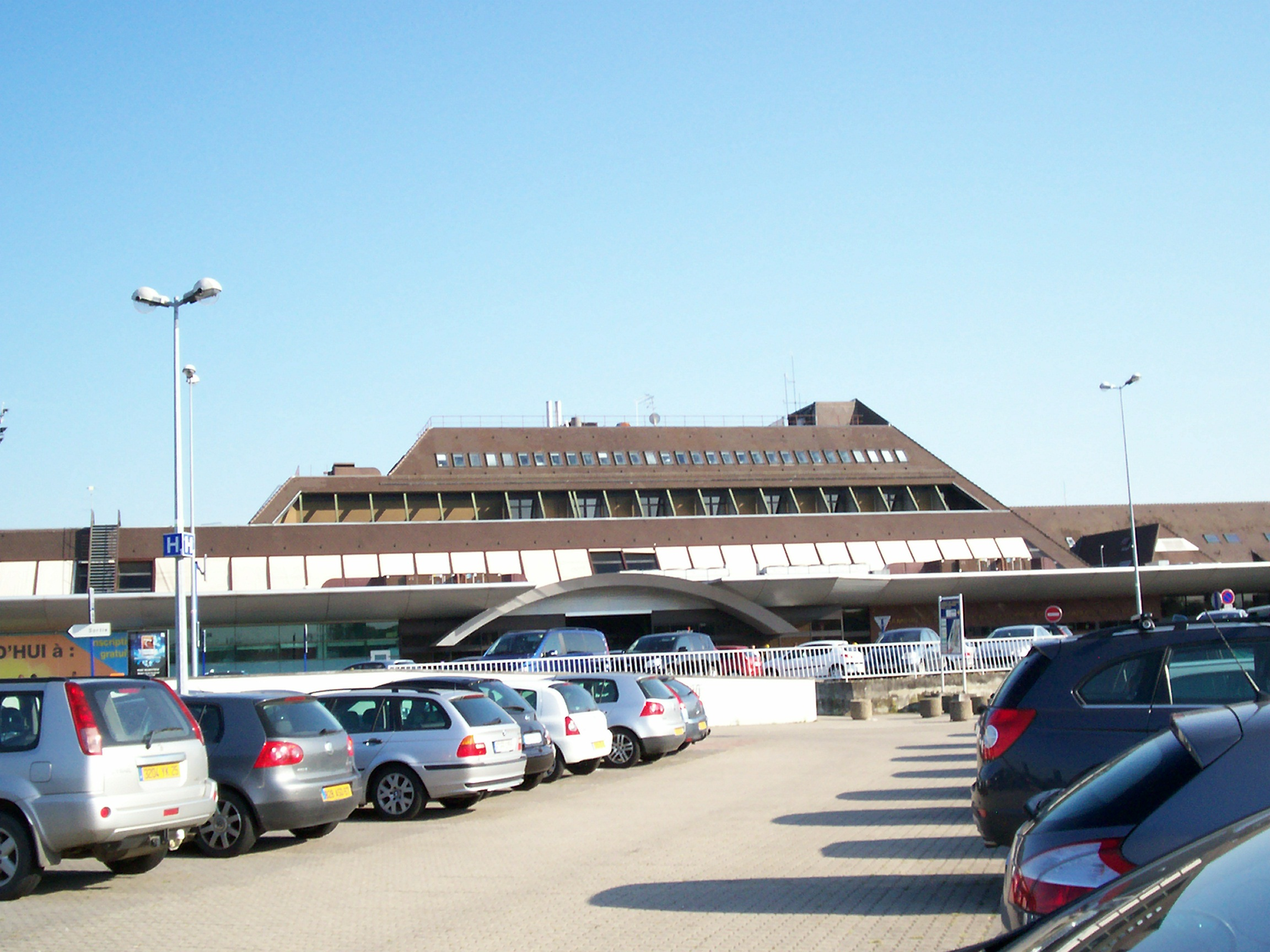
Desserte permanente de l'Aéroport de Strasbourg Entzheim.

Le service de la ligne est assuré par des trains express régionaux, tous les jours en journée et par des autocars en soirée et les dimanches matin.
La desserte ferroviaire de la ligne est effectuée, globalement, du lundi au vendredi entre 5h00 et 21h00, le samedi entre 5h30 et 20h00 et le dimanche entre 8h00 et 21h30. La desserte routière de la ligne est effectuée uniquement entre Strasbourg et Saales, globalement, du lundi au vendredi entre 21h00 et 23h00, le samedi entre 20h00 et 00h00 et le dimanche entre 06h00 et 08h00 puis de 21h00 à 23h00.

### Temps de parcours moyens
Les temps de parcours sont donnés à titre indicatif et varient selon les trains, leurs dessertes et leur sens de circulation (cf.horaires). Ils peuvent aussi évoluer en cas de retards dus à des évènements imprévus.
Le service TER assuré sur la ligne permet de relier la gare de Strasbourg à
- la gare d'Entzheim-Aéroport en 8 à 10 minutes en train, en 15 minutes en autocar ;
- la gare de Molsheim en 15 à 20 minutes en train, en 25 à 53 minutes en autocar selon la desserte ;
- la gare de Rothau en 50 minutes à une heure en train, en 1h09 à 1h40 en autocar selon la desserte ;
- la gare de Saales en 1 heure 20 à 1 heure 25 en train, en 1h43 à 2 heures en autocar selon la desserte ;
- la gare de Saint-Dié-des-Vosges en 1 heure 20 à 1 heure 45 en train.

### L'information en temps réel
Les gares de Gresswiller, Heiligenberg-Mollkirch, Urmatt, Mullerhoff, Muhlbach-sur-Bruche-Lutzelhouse, Wisches, Russ - Hersbach, Schirmeck - La Broque, Rothau, Fouday, Saint-Blaise-Roche-Poutay, Bourg-Bruche et de Saales sont équipées depuis 2010 d'un système d'information dynamique assuré par des écrans, dans le cadre d'un plan régional de déploiement du système.
Ce système permet d'informer les voyageurs en temps réel notamment lorsque les conditions de circulation sont perturbées sur le réseau. Ce redéploiement permettra aux voyageurs de bénéficier directement du réinvestissement des pénalités dues par la SNCF du fait des trains supprimés pendant les mouvements sociaux.
À l’issue de ce déploiement régional, prévu fin 2009, qui coûte 954 000 €, pris en charge à 75 % par la Région, soit 715 500 €, et à 25 % par la SNCF, soit 238 500 €, l’information en temps réel concernera près de 99 % des montées/descentes des voyageurs du TER Alsace.

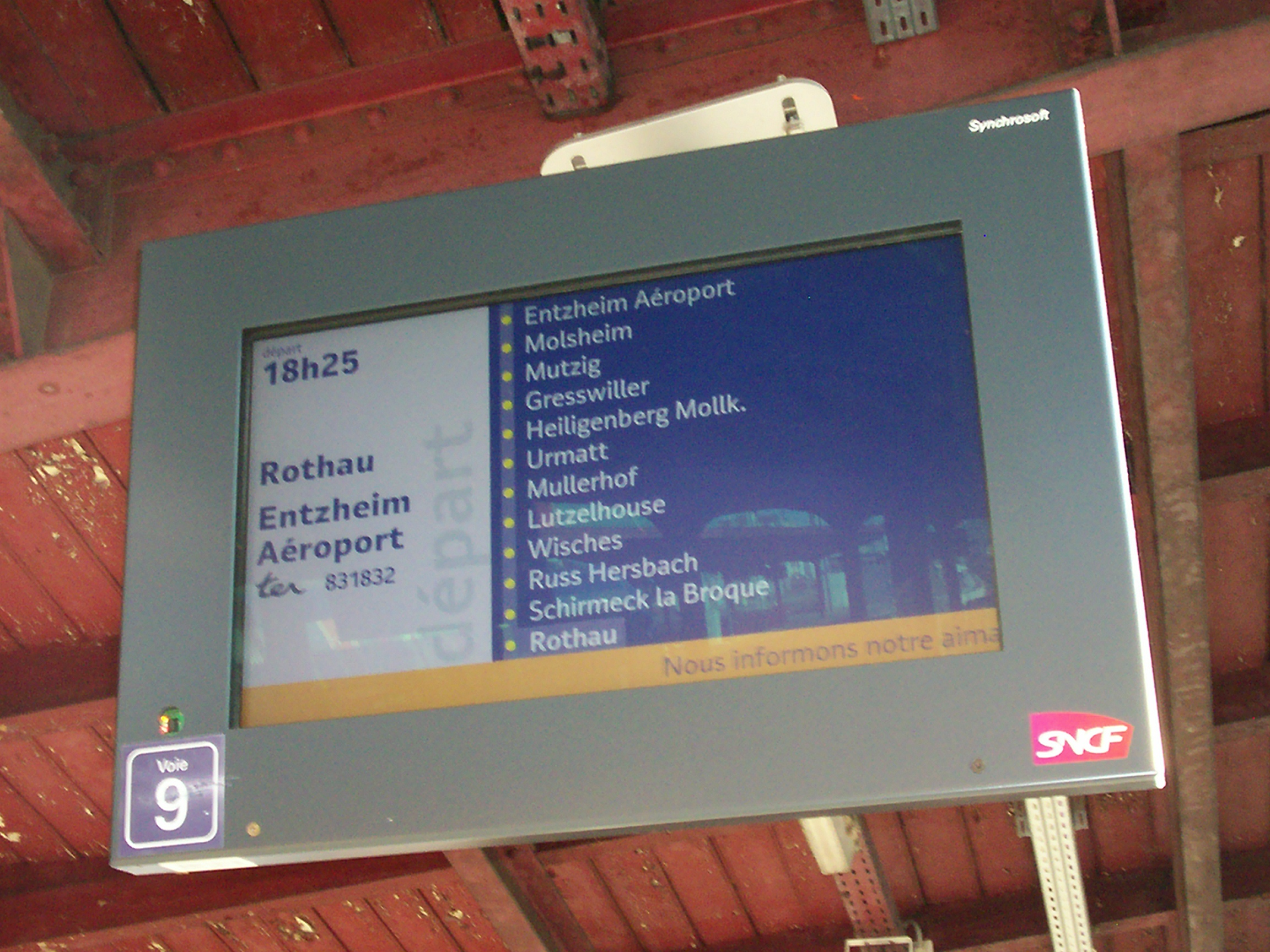
Infogare à Strasbourg.
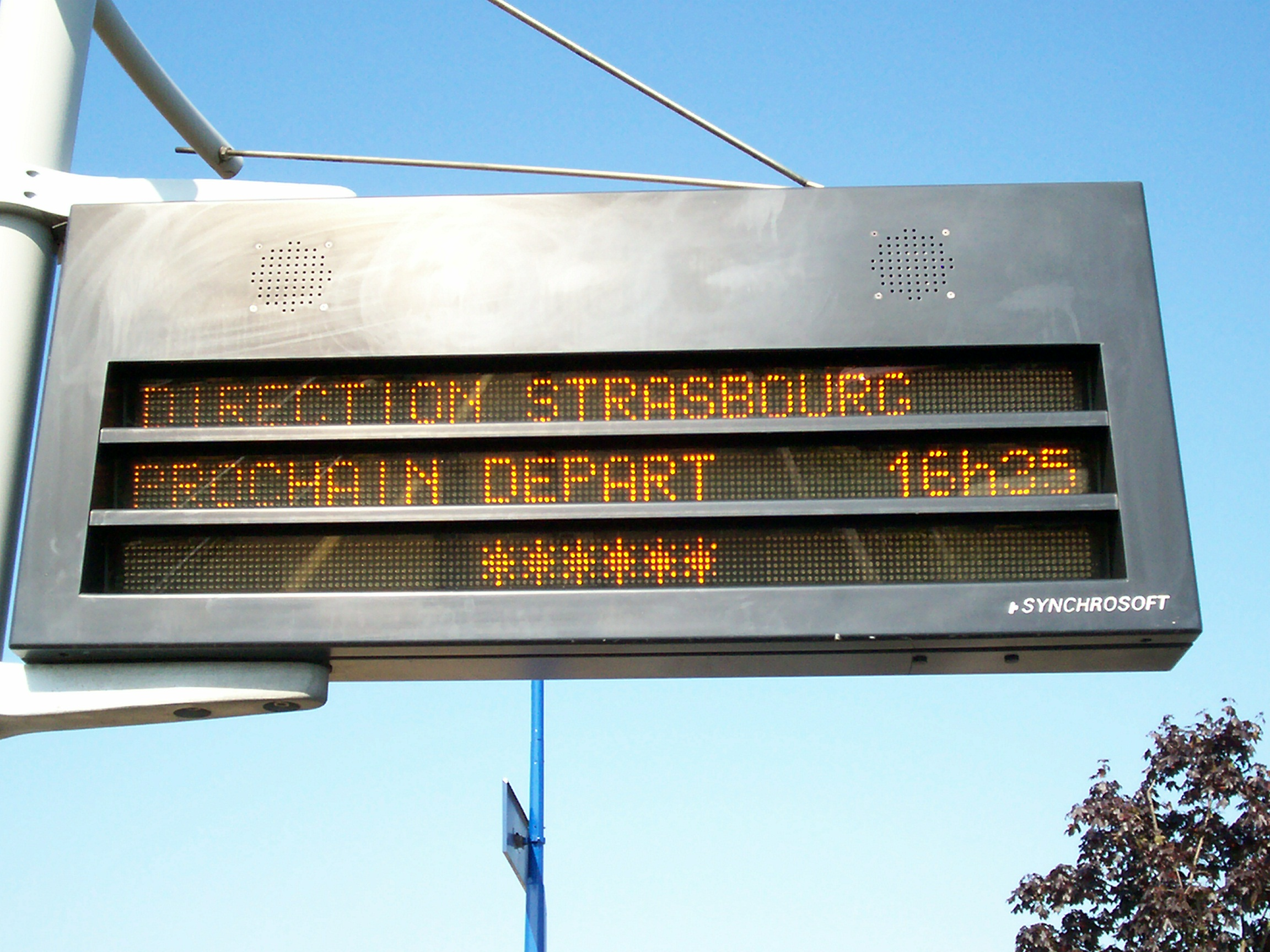
Infogare à Molsheim.
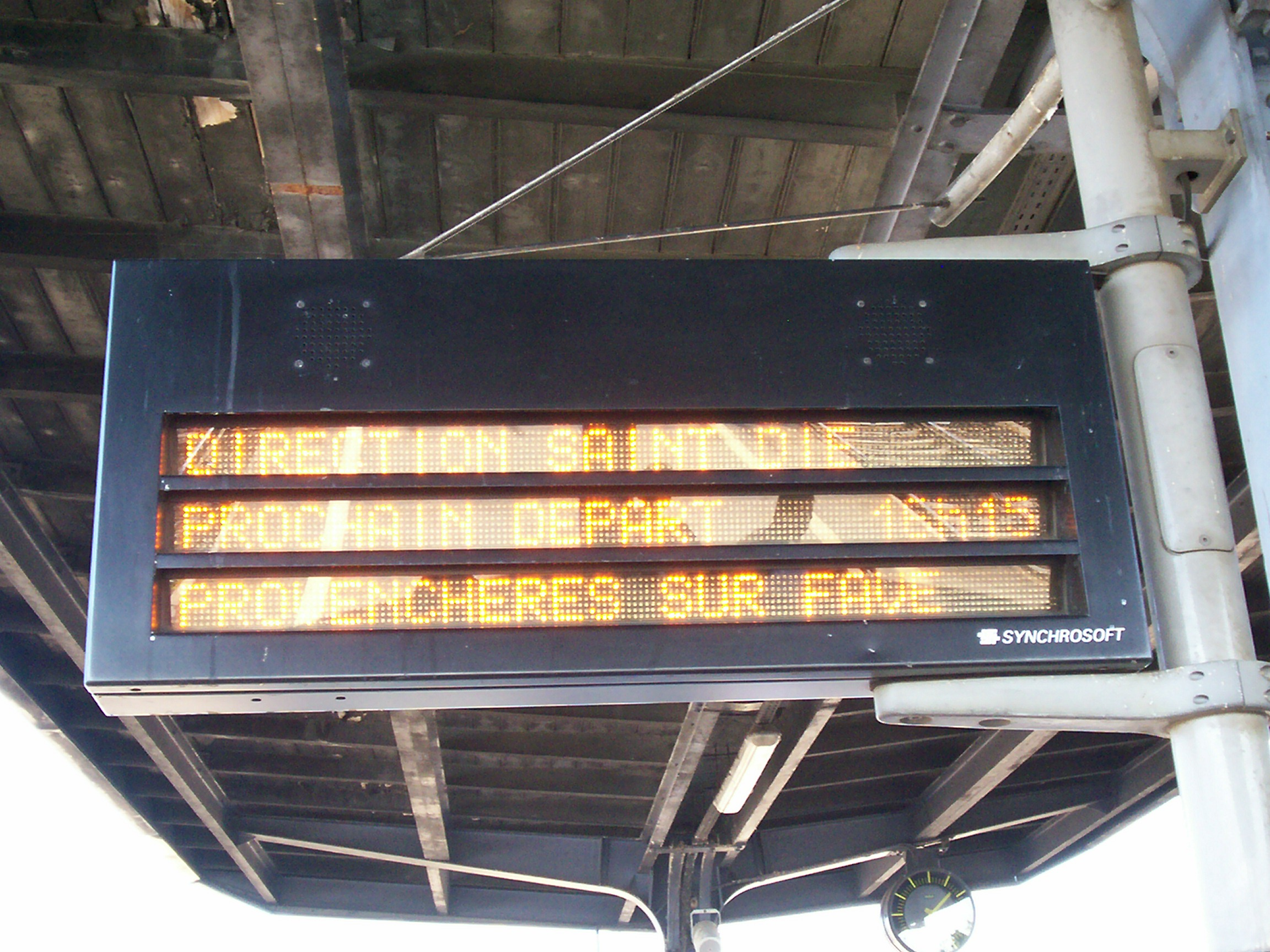
Infogare de quai à Molsheim.
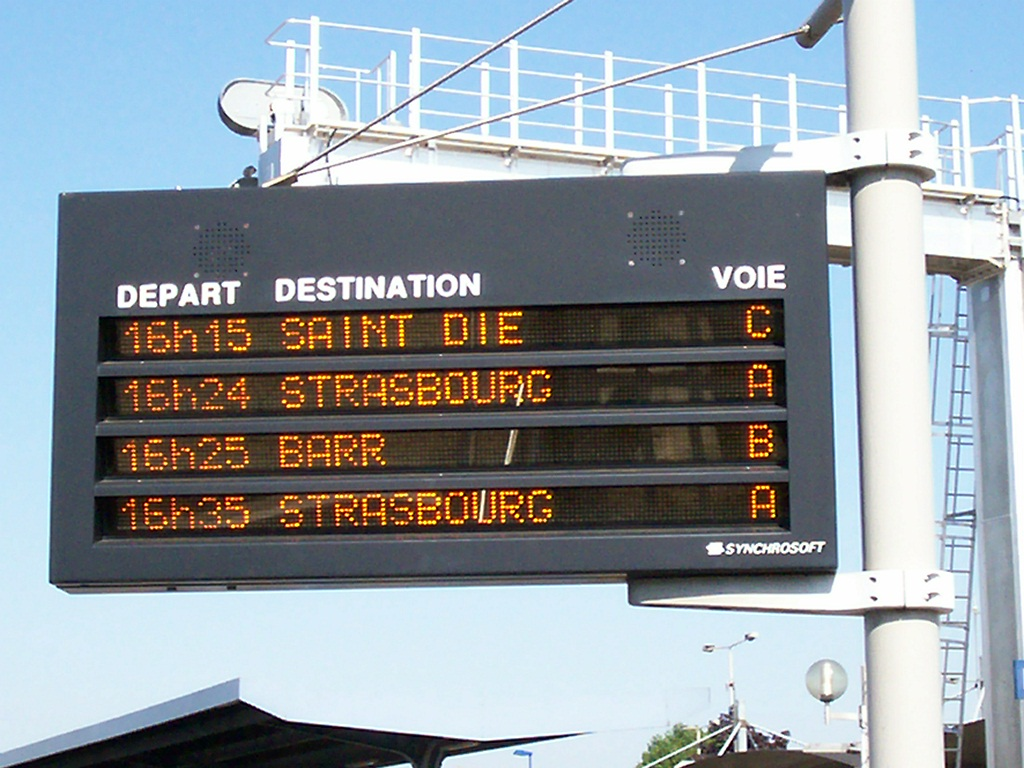
Infogare général à Molsheim.

### Matériel roulant

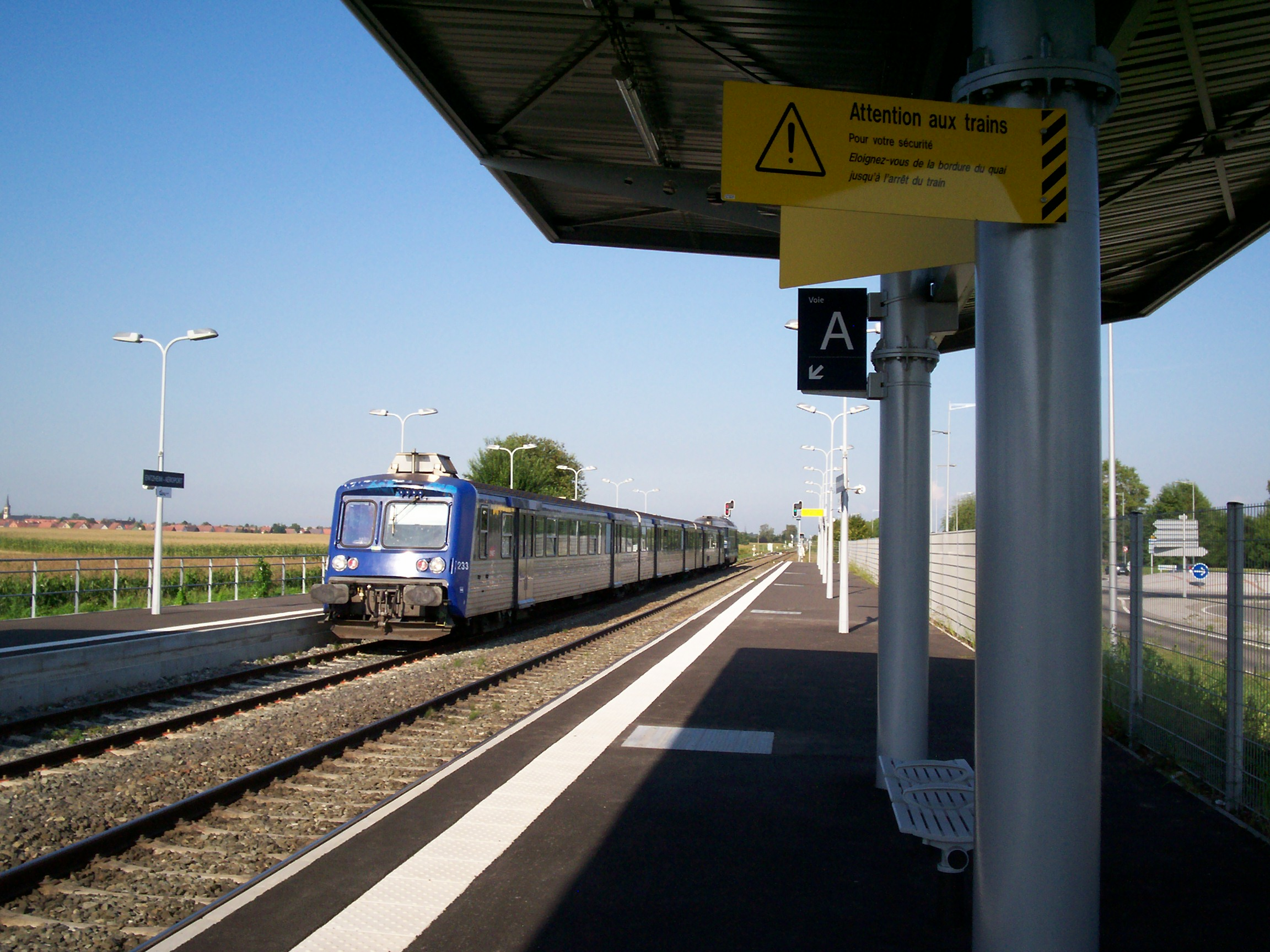
Une RRR à Entzheim-Aéroport.

La ligne de Strasbourg à Saint-Dié est quasi totalement parcourue par des X 76500, des Régiolis (B 83500 M, B 84500 M, B 84800 et B 85500 le plus souvent mais il peut y avoir des B 83500 L (6 caisses) ou des B 83600 en supplément) et encore quelques RRR accompagnées de BB 67400.
Les trains de Captrain France, permettant le transport de bières depuis l'usine Kronenbourg d'Obernai, sont souvent tractés par des G 1206 et ceux de Europorte, permettant le transport des bouteilles neuves de la verrerie de Gironcourt-sur-Vraine à l'usine Kronenbourg d'Obernai, sont généralement tractés par des DE 18 ou des Euro 4000.

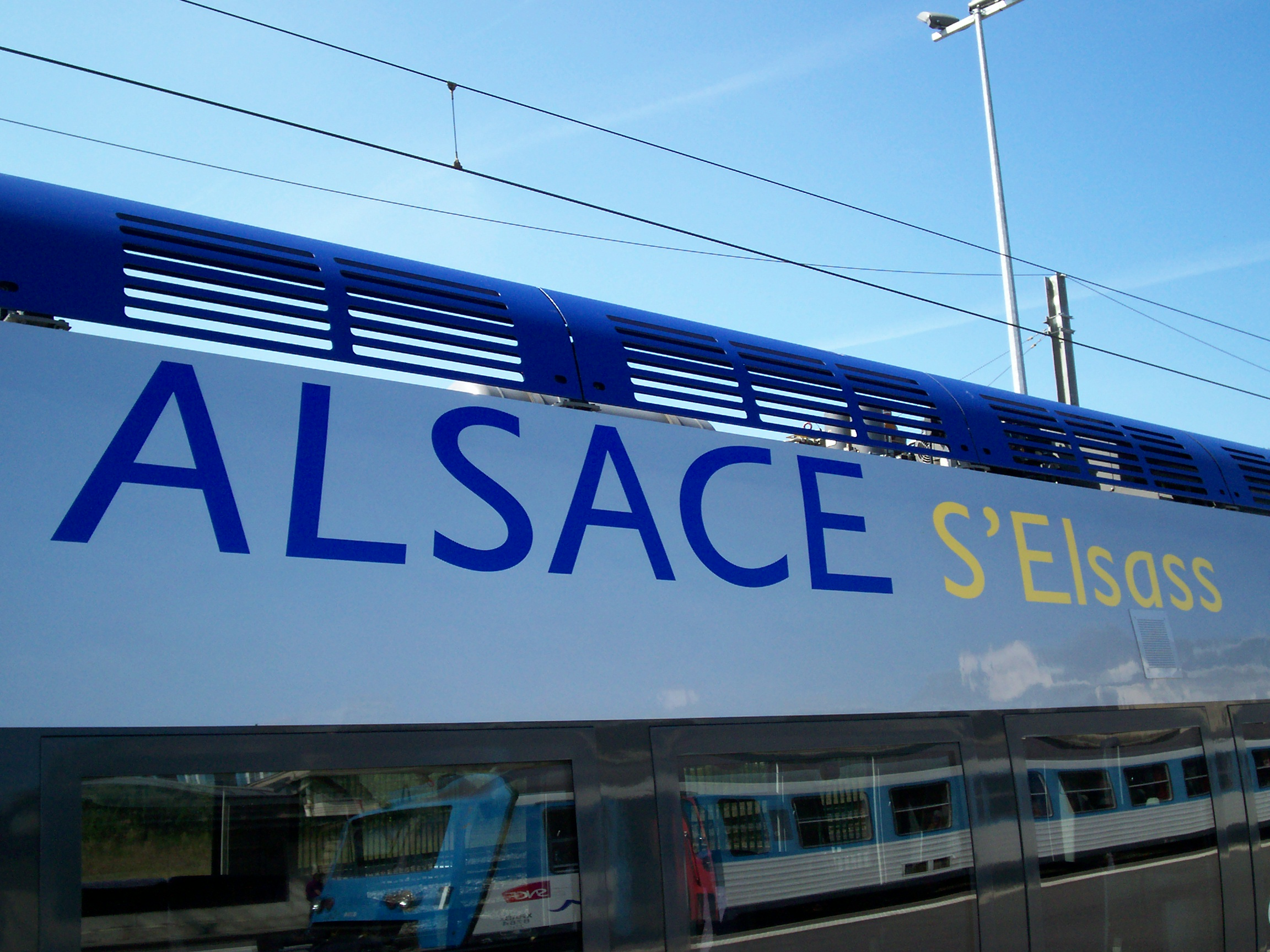
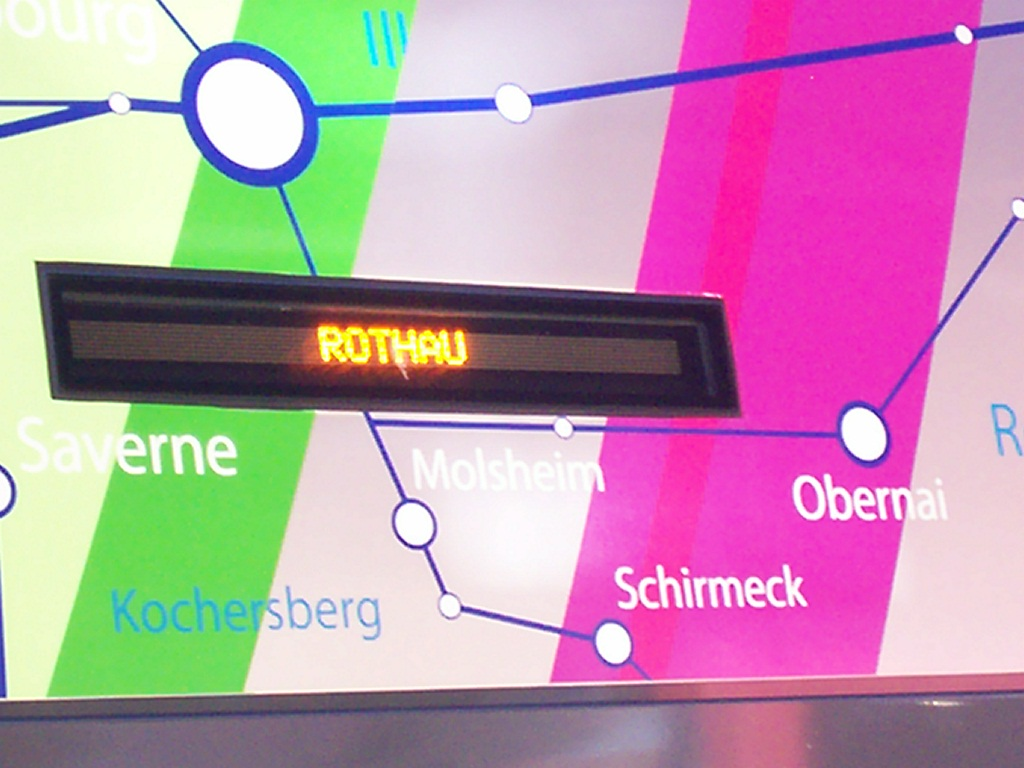
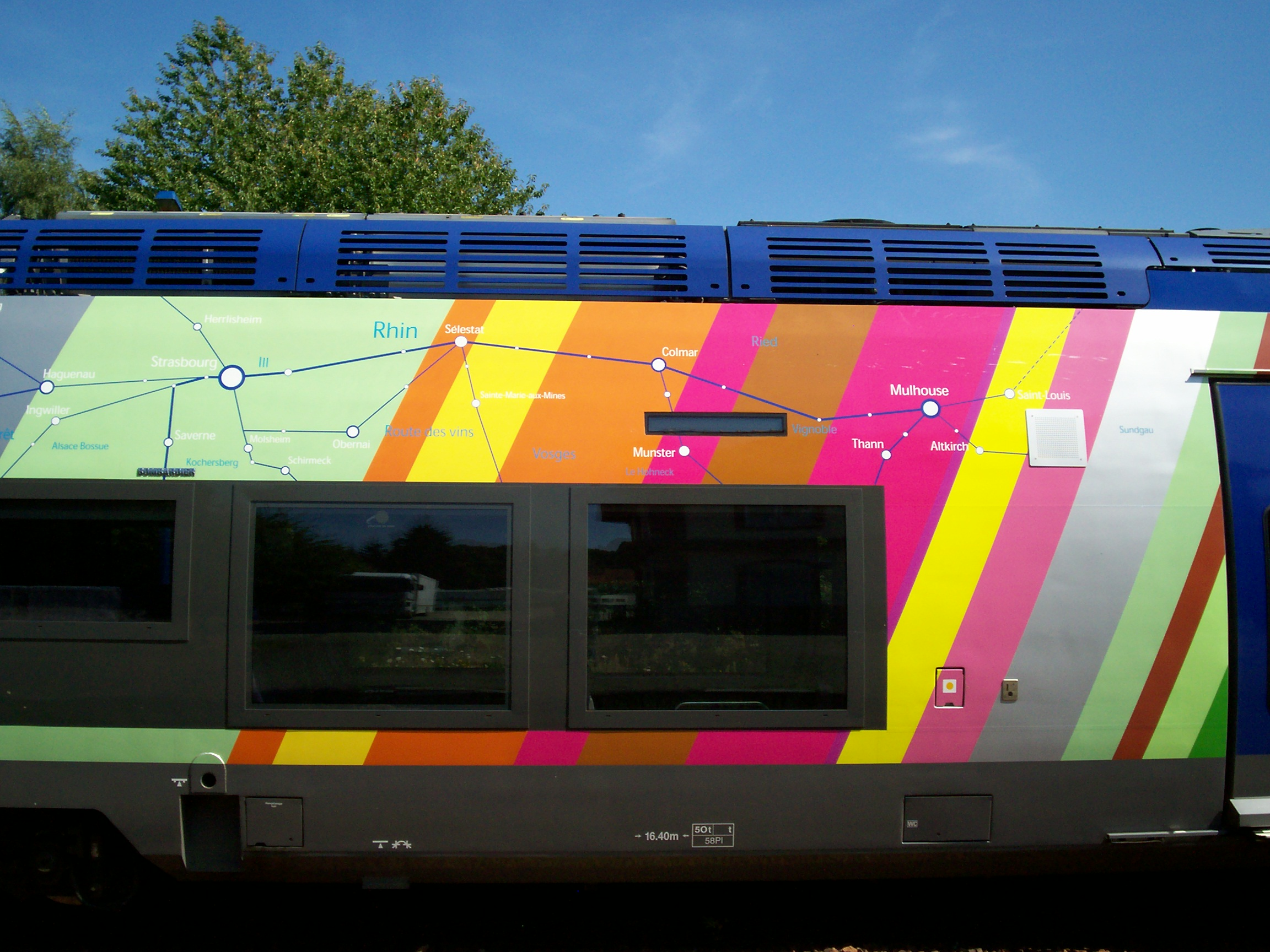
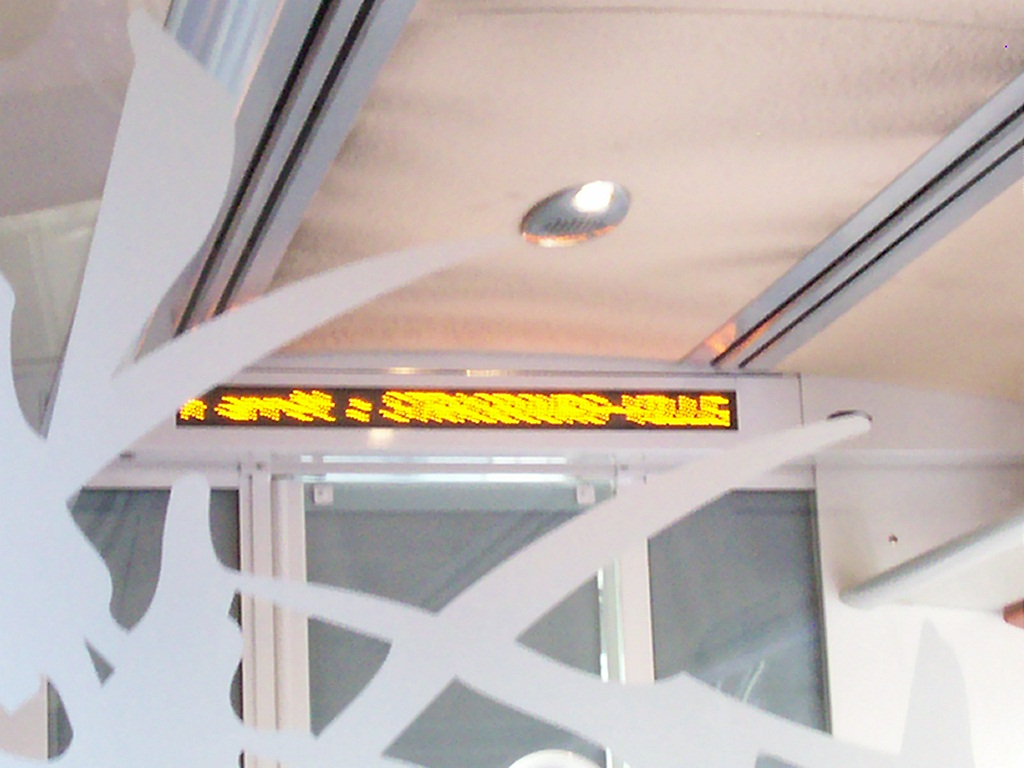

### Tarification et financement
La tarification de la ligne est identique à celle en vigueur sur tout le reste du réseau et est accessible avec les mêmes titres de transport. Le prix d'un billet TER varie en fonction de la distance et du moment de la journée selon le Calendrier Voyageurs SNCF.
La tarification régionale spécifique vise à favoriser la mobilité des personnes en facilitant l’accès aux transports régionaux organisés par la Région, elle vise notamment à renforcer les possibilités d'usage du train pour les déplacements domicile-travail et domicile-études. Elle s'adresse aux voyageurs effectuant un parcours sur le réseau régional du TER Grand-Est de manière régulière (abonnés) ou occasionnels (par exemple loisirs ou tourisme).
Elle a pour objet de renforcer l'attractivité des prix de déplacements en TER pour certaines catégories d'utilisateurs ou pour certains types de déplacement, pour les déplacements intermodaux (Alsa Plus), les conditions sont les mêmes que pour les abonnements de travail (être salarié) ou scolaires.
Ainsi, le financement du fonctionnement de la ligne, entretien, matériel et charges de personnel, est assuré par la SNCF.
Cependant, les tarifs des billets et abonnements dont le montant est limité par décision politique ne couvrent pas les frais réels de transport. Le manque à gagner est compensé par l'autorité organisatrice, la région Grand-Est et composé d'élus locaux. Il définit les conditions générales d'exploitation ainsi que la durée et la fréquence des services.